# 緑富士優
緑富士 優（みどりふじ まさる、1974年8月2日 - ）は、山梨県中巨摩郡田富町出身で阿武松部屋に所属した元大相撲力士。本名は大金優（おおがねまさる）。184.5cm、159.5kg。最高位は西幕下筆頭。現役後期には富士龍優耀（ふじりゅうまさる）の四股名を名乗っていた。

## 経歴
東京都八王子市生まれ。小学校に上がる前、父の転勤で山梨県中巨摩郡田富町に引っ越した。中学時代は水泳のバタフライの選手。ラグビーをやっていた兄と同様、体が大きかった。山梨県立谷村工業高校の清水監督に誘われ、同校の相撲部に入った。1年生のときは板倉将昭コーチの家に下宿して指導を受けた。3年次のインターハイは個人戦で全国ベスト32。後に大関栃東となる当時1年の志賀太祐に勝ったことがある。専修大学の大野孝弘監督や当時3年生の尾曽武人（後の大関武双山）から勧誘されて専大に進んだ。大学1年次の全国学生選手権（インカレ）で左足首を剥離骨折し、在学中は納得のいく成績が残せなかった思いと、相撲部監督の勧めを機に、大学4年時のインカレ会場で会った阿武松からの勧誘を受け、大学卒業と同時に阿武松部屋に入門し、1997年3月に初土俵を踏んだ。
大学時代の実績が足りず前相撲からのスタートとなったが、初めて序ノ口に在位した翌1997年5月場所で全勝優勝をするなど順調に番付を上げた。幕下に上がると、貴闘力（二子山部屋）の付け人を命じられ、2000年3月場所、貴闘力の幕内優勝を間近で経験した。
2000年7月場所では、最高位の西幕下筆頭に上がった。しかし同場所7日目、武雄山戦で敗れた際に足首を負傷、車いすで医務室に運ばれた。治療を続けながら出場を続けたがこの場所を3勝4敗で終え、十両昇進は果たせなかった。以降も幕下上中位で奮闘していたが、2001年5月場所前に糖尿病及び肺塞栓症を発症し、4場所休場を余儀なくされ、復帰した2002年1月場所では序二段まで番付を下げた。同場所で序二段優勝、翌2002年3月場所でも三段目で全勝し、僅か2場所で幕下に復帰。その後も阿武松や主治医と相談しながら、十両目指して土俵に上がっていたが、幕下上位に復帰することもままならず、2007年5月場所限りで引退。千秋楽の2007年5月27日に阿武松部屋で断髪式を行った。32歳だった。引退後は日本料理店で修行し、大阪府泉南市でちゃんこ「富士龍」を3年間経営した後、神奈川県の運送会社でドライバーを務めている。

## エピソード
- 十両在位力士との対戦は、西幕下3枚目で迎えた2000年1月場所12日目（若光翔戦・引き落としで負け）・東幕下6枚目で迎えた2000年5月場所13日目（泉州山戦・叩き込みで勝ち）・西幕下筆頭で迎えた2000年7月場所8日目（若ノ城戦・上手投げで負け）及び同12日目（後述の北桜戦）と4回経験し、1勝3敗だった。いずれの場所も十両昇進相当の成績は挙げられなかった。
- 阿武松部屋に入門した際、部屋にいた9人の力士のうち同学年の阿武富士以外は全員年下で、しかも前相撲スタートとはいえ学生相撲経験者の緑富士に実力では誰もかなわなかった。しかし大相撲の世界では年齢関係なく先に入門した力士が兄弟子になるため、戸惑った兄弟子たちは阿武松の示唆を受けて緑富士のことを「大金氏」（おおがねし）と呼んでいた[6]。
- 「緑富士」の四股名は、第6代横綱阿武松緑之助に由来する。最初阿武松は「阿武海」（おうのうみ）の四股名を提案したが、「弱そうじゃないですか。山梨は海もありませんし…」とこれを拒否し、後日改めて「緑富士」の四股名をもらった[7]。最後に名乗った「富士龍」の四股名は、「お寺のお坊さんに見てもらったら、（中略）緑とか色を使っちゃうと影が出るからあまりよくない、変えたほうがいい」と助言されたことにより、幕下上位になかなか戻れない中で師匠からもらった四股名を変えることは藁にもすがる思いであったことを述懐している[8]。
- 幕下筆頭で迎えた2000年7月場所、3勝3敗での七番相撲・北桜戦は緑富士にとっても悔いの残る一番となった。立ち合いが2度不成立となり、3度目に立った際、「いつもならモロ手でいって、ノド輪に伸ばして相手がのけぞったところをいくんですけど、かましていった。誤った選択です。（中略）肝心なところで変なことをやっちゃう。稽古場でもやったことがないのに、なんでかましていったんだろう…」と振り返る[9]。しかしビデオで見ると最初の立ち合いで緑富士も北桜もしっかり手をついていて緑富士は諸手突きで押し込んでいた。この一番の勝負審判だった阿武松も「なんであれを止めたのかわからないね」と述べ、この一番を見ていた弟弟子の古市も「大金さん、あれ（立ち合いの呼吸は）合ってましたね。なんで負けたんですか?」と指摘した[10]。この一番に象徴されるような気の弱さが関取に届かなかった要因とみられ、また創設されて日が浅い部屋に入ったために引き上げてくれる兄弟子がいなかったことも緑富士にとって災いした。古市は「大金さんは気の優しい人ですから、相撲って性格がすごい出ると思います。」[11]、やはり弟弟子の若荒雄は「一番年上で、一番強くて、部屋では別格みたいな存在でもありました。逆にそうではなくて、関取の兄弟子がいて、厳しくガンガン稽古をつけられていたら違ったかなと思いますね」[12]と振り返り、緑富士が稽古場での強さを本場所で生かせなかったことを惜しんでいる。

## 主な成績
- 通算成績：219勝157敗51休（62場所）

### 各段優勝
- 序二段優勝：1回（2002年1月場所）
- 序ノ口優勝：1回（1997年5月場所）

### 場所別成績
| | 一月場所 初場所（東京） | 三月場所 春場所（大阪） | 五月場所 夏場所（東京） | 七月場所 名古屋場所（愛知） | 九月場所 秋場所（東京）   | 十一月場所 九州場所（福岡） |
| --- | ----------------------- | ----------------------- | ----------------------- | --------------------------- | ------------------------- | --------------------------- |
| 1997年 （平成9年） | x                       | （前相撲）              | 西序ノ口36枚目 優勝 7–0 | 東序二段45枚目 6–1          | 西三段目83枚目 6–1        | 東三段目30枚目 4–3          |
| 1998年 （平成10年） | 西三段目15枚目 6–1      | 西幕下42枚目 5–2        | 西幕下26枚目 4–3        | 西幕下20枚目 3–4            | 西幕下26枚目 5–2          | 東幕下15枚目 3–4            |
| 1999年 （平成11年） | 東幕下25枚目 3–4        | 西幕下32枚目 5–2        | 東幕下19枚目 5–2        | 西幕下6枚目 2–5             | 西幕下18枚目 5–2          | 西幕下9枚目 5–2             |
| 2000年 （平成12年） | 西幕下3枚目 3–4         | 西幕下8枚目 4–3         | 東幕下6枚目 5–2         | 西幕下筆頭 3–4              | 東幕下6枚目 2–5           | 西幕下15枚目 2–5            |
| 2001年 （平成13年） | 西幕下30枚目 6–1        | 西幕下12枚目 2–5        | 西幕下24枚目 休場 0–0–7 | 東三段目4枚目 休場 0–0–7    | 東三段目64枚目 休場 0–0–7 | 東序二段24枚目 休場 0–0–7   |
| 2002年 （平成14年） | 西序二段94枚目 優勝 7–0 | 東三段目88枚目 7–0      | 東幕下56枚目 5–2        | 東幕下37枚目 4–3            | 西幕下31枚目 1–3–3        | 東幕下56枚目 休場 0–0–7     |
| 2003年 （平成15年） | 東幕下56枚目 5–2        | 東幕下40枚目 2–5        | 西幕下54枚目 3–4        | 東三段目6枚目 5–2           | 東幕下43枚目 6–1          | 西幕下18枚目 3–4            |
| 2004年 （平成16年） | 東幕下23枚目 休場 0–0–7 | 東三段目4枚目 5–2       | 西幕下45枚目 3–4        | 西三段目筆頭 5–2            | 西幕下42枚目 5–2          | 東幕下30枚目 3–4            |
| 2005年 （平成17年） | 東幕下37枚目 5–2        | 西幕下24枚目 4–3        | 東幕下20枚目 3–4        | 西幕下24枚目 1–6            | 西幕下51枚目 3–4          | 西三段目筆頭 5–2            |
| 2006年 （平成18年） | 東幕下43枚目 4–3        | 東幕下37枚目 4–3        | 東幕下28枚目 4–3        | 東幕下22枚目 3–4            | 東幕下31枚目 4–3          | 東幕下23枚目 3–4            |
| 2007年 （平成19年） | 西幕下30枚目 4–1–2      | 東幕下25枚目 1–6        | 東幕下56枚目 引退 1–2–4 | x                           | x                         | x                           |
| 各欄の数字は、「勝ち-負け-休場」を示す。 優勝 引退 休場 十両 幕下 三賞：敢=敢闘賞、殊=殊勲賞、技=技能賞 その他：★=金星 番付階級：幕内 - 十両 - 幕下 - 三段目 - 序二段 - 序ノ口 幕内序列：横綱 - 大関 - 関脇 - 小結 - 前頭（「#数字」は各位内の序列） |                         |                         |                         |                             |                           |                             |

## 改名歴
- 大金 優（おおがね まさる）1997年3月場所 - 1997年5月場所
- 緑富士 優（みどりふじ -）1997年7月場所 - 2002年11月場所
- 大金 優（おおがね -）2003年1月場所 - 2003年5月場所
- 富士龍 優耀（ふじりゅう まさる）2003年7月場所 - 2007年5月場所